# Истиклол (футбольный клуб, Душанбе)
«Истикло́л» (тадж. Клуби футболи «Истиқлол» Душанбе / Klubi futboli «Istiqlol» Dushanbe) — таджикский футбольный клуб из города Душанбе, созданный в ноябре 2007 года. Один из самых титулованных и известнейших футбольных клубов Таджикистана и Средней Азии новейшего времени. Действующий чемпион Высшей лиги Таджикистана, действующий обладатель Кубка Таджикистана и действующий обладатель Суперкубка Таджикистана.
«Истиклол» является 13-кратным чемпионом Таджикистана, 10-кратным обладателем Кубка Таджикистана, 10-кратным обладателем Суперкубка Таджикистана.
На международном уровне является обладателем Кубка президента АФК 2012 года — третьего по значимости клубного футбольного турнира в Азии и дважды финалистом Кубка АФК (в 2015 и 2017 годах) — второго по значимости клубного турнира Азии (аналога Лиги Европы УЕФА или упраздненного Кубка УЕФА).

## История
Футбольный клуб «Истиклол» был основан в Душанбе в ноябре 2007 года. Базируется на Центральном Республиканском стадионе, вмещающем 24 000 зрителей. Президентом клуба является Шохрух Саидзода. Выступает в Высшей лиге чемпионата Таджикистана.

### Дебют
В сезоне-2008 «Истиклол» дебютировал в чемпионате страны среди команд Первой лиги. Под руководством главного тренера Каноата Латифова команда одержала победы во всех 34 проведённых матчах и завоевала путевку в Высшую лигу.
В 2009 году клуб возглавил Салохиддин Гафуров. Вместе с ним в «Истиклол» пришли молодые и опытные игроки. Среди новичков были ребята, которые прошли школу юношеской сборной Таджикистана, выигравшие бронзовые медали чемпионата Азии в Сингапуре (2006) и участвовавшие в юношеском первенстве мира в Южной Корее (2007).

### Первый трофей и первый «хет-трик»
В сезоне 2009 клуб занял четвёртое место в турнирной таблице. В 18 проведённых играх «Истиклол» набрал 36 очков, одержав 11 побед. Клуб выиграл 2 трофея — традиционный зимне-весенний турнир Рустама Долтабаева и Национальный Кубка Таджикистана. Дублёры завоевали малые золотые медали.
В 2010 году «Истиклол» сделал своеобразный «хет-трик», выиграв Суперкубок страны, Национальный Кубка Таджикистана и Чемпионат Таджикистана по футболу. В первом в истории таджикского футбола Суперкубке страны душанбинский клуб, благодаря дублю Дилшода Восиева в дополнительное время, обыграл трёхкратного чемпиона страны кургантюбинский «Вахш» со счётом 2:0. В финальном матче за Кубок Таджикистана 2010, 5 октября с крупным счётом 5:0 разгромил команду «Худжанд».

### Приглашение Алимджона Рафикова
Первый круг национального чемпионата, команда провела не совсем удачно. В результате в середине второго круга, был отправлен в отставку Салохиддин Гафуров, а на его место руководство клуба пригласило известного в прошлом защитника душанбинского «Памира» Алимджона Рафикова, который окончил Высшую школу тренеров в Москве и имел тренерскую лицензию категории «В». С приходом нового главного тренера, после нескольких туров «Истиклол» вышел в единоличные лидеры. И, за четыре тура до конца сезона, обыграв основных претендентов на чемпионство команду «Регар-ТадАЗ» из Турсунзаде со счётом 2:0, подопечные Алимджона Рафикова завоевали свой первый чемпионский титул и таким образом установили конец гегемонии металлургов в чемпионате страны. Всего в чемпионате 2010 душанбинцы провели 32 игры и не потерпели ни единого поражения, набрали 84 очков: 26 побед, 5 ничьих. По итогам 2010 года, лучшим футболистом Таджикистана был признан капитан и форвард «Истиклола» Юсуф Рабиев, который отметился 30 мячами. Лучшим защитником был назван 20-летний Эрадж Раджабов. А сам Алимджон Рафиков был назван лучшим тренером года в стране.
Впоследствии, «Истиклол» получил право на участие в Кубке Содружества 2011, в котором дошёл до четвертьфинала, и в Кубке президента АФК-2011, где дошла до финальной части соревнований, третьего по значимости клубного турнира Азии.
В сезоне 2011 «Истиклол» сделал «дубль» выиграв Суперкубок и национальный чемпионат Таджикистана. По итогам 2011 года вратарь команды Алишер Туйчиев был признан лучшим голкипером, а форвард Юсуф Рабиев, став лучшим бомбардиром с 32 голами, выиграл приз «Лучшего нападающего».

### Никола Кавазович и первый международный трофей
С акцентом на международные выступления в 2012-м году в «Истиклол» на должность главного тренера был приглашен сербский специалист Никола Кавазович. Под его руководством, команда завоевала свой первый международный кубок Кубок Президента АФК, а на внутреннем первенстве «Истиклол» в третий раз подряд выиграл Суперкубок страны и бронзовые медали первенства Таджикистана. Так же по итогам сезона, Алишер Туйчиев стал лучшим вратарем Таджикистана. Нуриддину Давронову достались лавры лучшего полузащитника страны, а капитан команды Дилшод Восиев получил призы лучшего бомбардира и лучшего футболиста Таджикистана 2012. В этом же году, Кавазович так же временно возглавил национальную сборную Таджикистана. Под его руководством таджики в товарищеском матче в Германии сенсационно переиграли сборную Кувейта со счётом 2:1. После этого Кавазович возглавил её на постоянной основе, тем самым став самым молодым главным тренером национальной сборной. При нём таджикская команда совершила скачок в рейтинге ФИФА, поднявшись вверх на 40 мест. Однако в следующем году Никола покинул пост тренера, после неудачного старта нового сезона.

### Приход Ширинбекова
В первом круге сезона-2013 «Истиклол» провёл 9 матчей, в которых одержал 8 побед и потерпел одно поражение. После этой осечки в Кулябе от «Равшана» (0:1) Никола Кавазович был отправлен в отставку. Новым наставником стал известный в прошлом полузащитник душанбинского «Памира» московского «Торпедо» и сборной СССР Олег Ширинбеков, который привёл команду к серебряным медалям чемпионата и к выигрышу национального Кубка. По итогам года голкипер команды Алишер Туйчиев в третий раз подряд был признан лучшим вратарем республики, капитан команды Дилшод Восиев во второй раз удостоился звания «Лучшего футболиста года», а иранский форвард Хусейни Сухроби с 11 мячами стал лучшим снайпером чемпионата.

### Мубин Эргашев
В январе 2014 года «Истиклол» возглавил Мубин Эргашев. Команда сделала очередной «хет-трик», выиграв все всевозможные трофеи внутреннего чемпионата. В феврале на международном турнире Кубок санатория «Бахористон» с участием таджикских и казахских команд «Истиклол» одержал пять побед и стал обладателем награды. Затем клуб выиграл Кубок ФФТ и Суперкубок Таджикистана. За пять туров до конца чемпионата команда оформила третье чемпионство и 23 ноября в четвёртый раз стала победителями Кубка Таджикистана.

### Дебют в Кубке АФК
В сезоне 2015 «Истиклол» впервые дебютировал в розыгрыше Кубка АФК и дошёл до финала турнира, став самым успешным дебютантом соревнований. Оставив позади себя кувейтскую «Аль-Кадисию» и иракский «Эрбиль», команда заняла первое место в сильнейшей группе розыгрыша. В 1/8 финала в серии послематчевых пенальти «Истиклол» взял вверх над сирийской «Аль-Вахдой», в 1/4 финала по сумме двух матчей был пройден малайзийский «Паханг». Клуб стал досрочным финалистом Кубка АФК 2015 по причине того, что Футбольная федерация Ирака была отстранена от всех международных игр, и «Аль-Кувайт» получил дисквалификацию. В финальном матче проиграл малайзийскому «Джахору». На внутренней арене «Истиклол» во второй раз выиграл Международный Кубок «Бахористон», Кубок ФФТ, в пятый раз стал обладателем Суперкубка Таджикистана и в четвёртый раз выиграл золотые медали национального чемпионата а в заключительном матче сезона «Истиклол» в пятый раз выиграл Национальный Кубок.
По итогам сезона-2016 «Истиклол» как и год назад выиграл золотые медали чемпионата, став пятикратным обладателем золотых медалей, а также в шестой раз завоевал Кубок страны. На международной уровне не сумел выйти из группы в розыгрыше Кубка АФК. Эргашев был отправлен в отставку, и временным исполняющим обязанности главного тренера был назначен Нумонджон Юсупов.

### Мухсин Мухамадиев
31 октября 2016 года на должность главного тренера в «Истиклол» был приглашен воспитанник таджикского футбола Мухсин Мухамадиев, в прошлом нападающий душанбинского «Памира». С приходом данного специалиста, команда показала одно из наилучших своих результатов на международной арене. А точнее в Кубке АФК 2017, начиная с группового раунда и до финала турнира провела 10 без-проигрышных матчей. И только в финальной игре уступила Иракскому Эйр Форсу. Таким образом, повторила свой успех двухлетней давности. Но после проигранного финала, наставник команды, решил оставить свой пост.

### Хаким Фузайлов
3 декабря 2018 года руководство душанбинского футбольного клуба «Истиклол» утвердило на должность главного тренера команды кандидатуру Хакима Фузайлова, в прошлом воспитанника таджикского футбола и защитника душанбинского «Памира». Тренерскую карьеру Хакима Фузайлов начал в конце 1990-х, возглавлял клубы «Бухара» и самаркандское «Динамо». В 2003 году был назначен главным тренером андижанского «Андижана», год спустя стал тренером подмосковного «Титана». В 2005 году он работал в калужском «Локомотиве». С 2005 по 2010 гг. занимал должность тренера-селекционера в московском «Локомотиве». В 2011 году был заместителем спортивного директора в клубе «Ростов». Сезон 2019, для Хакима Фузайлова дался неудачным и провальным. После невыхода «Истиклола» в следующий раунд Кубка АФК-2019, наставник душанбинцев подал в отставку со своего поста. Руководство «Истиклола» просьбу главного тренера удовлетворило и освободило его от выполнения обязанностей в тренерском штабе. К оставшимся матчам сезона, исполняющим обязанности главного тренера был назначен Алишер Тухтаев.

### Тренерский тандем и первая победа в Лиге чемпионов АФК
По итогам и результатам 2019 года, «Истиклолу» предстояло сыграть в отборочном раунде Лиги чемпионов АФК с ташкентским «Локомотивом». Матч в столице Узбекистана завершился со счётом 1:0 в пользу чемпиона Таджикистана. Единственный и победный гол, записал на свой счёт нападающий «Истиклола» Алишер Джалилов. Этот успех, стал первой исторической победой чемпиона Таджикистана в самом престижном турнире Азии. Команду, к этим играм было доверенно готовить тренерскому тандему Эргашев-Левченко.
А вскоре, 17 февраля 2020 года, руководство душанбинского футбольного клуба «Истиклол» утвердило на должность главного тренера, кандидатуру Виталия Левченко, воспитанника школы футбола из берегов сирдарьи и бывшего игрока Сборной Таджикистана. В качестве игрока выступавшего за «Худжанд», украинские команды «Динамо» и «ЦСКА» (Киев), симферопольскую «Таврию», российские «Волгарь» (Астрахань), «Спартак» (Кострома), «Динамо» (Ставрополь), «Урал» (Екатеринбург), а также китайский клуб Чанчунь Ятай. Тренировал украинские клубы «Княжа» (Борисполь), «Еднисть» (Черниговская область), «Десна» (Чернигов), работал помощником главного тренера в молодёжной сборной Украины, помощником тренера в национальной сборной Таджикистана, главным тренером молодёжной сборной Таджикистана (U-19), главным тренером гиссарского «Баркчи», а также тренером по физической подготовке в российском клубе «Крылья Советов». Последним местом работы Левченко, был футбольный клуб «Худжанд».

## История выступлений

### Внутренние соревнования
| Сезон | Лига        | Лига  | Лига  | Лига | Лига | Лига | Лига | Лига | Лига | Кубок Таджикистана | Бомбардир           | Бомбардир |
| Сезон | Лига        | Место | Матчи | В    | Н    | П    | ЗМ   | ПМ   | Очки | Кубок Таджикистана | Игрок               | Голы      |
| ----- | ----------- | ----- | ----- | ---- | ---- | ---- | ---- | ---- | ---- | ------------------ | ------------------- | --------- |
| 2008  | Первая лига | 1     | 34    | 34   | 0    | 0    | ?    | ?    | 102  | Не участвовал      | Худойдод Нусратов   | 85        |
| 2009  | Высшая лига | 4     | 18    | 11   | 3    | 4    | 41   | 18   | 36   | Победитель         | Юсуф Рабиев         | 14        |
| 2010  | Высшая лига | 1     | 32    | 26   | 6    | 0    | 76   | 17   | 84   | Победитель         | Юсуф Рабиев         | 30        |
| 2011  | Высшая лига | 1     | 40    | 35   | 3    | 2    | 130  | 16   | 108  | Финалист           | Юсуф Рабиев         | 32        |
| 2012  | Высшая лига | 3     | 24    | 16   | 5    | 3    | 76   | 13   | 53   | Финалист           | Дилшод Васиев       | 24        |
| 2013  | Высшая лига | 2     | 18    | 14   | 1    | 3    | 47   | 8    | 46   | Победитель         | Дилшод Васиев       | 10        |
| 2014  | Высшая лига | 1     | 18    | 16   | 2    | 0    | 65   | 10   | 50   | Победитель         | Дилшод Васиев       | 15        |
| 2015  | Высшая лига | 1     | 18    | 16   | 2    | 0    | 69   | 5    | 50   | Победитель         | / Манучехр Джалилов | 15        |
| 2016  | Высшая лига | 1     | 18    | 14   | 3    | 1    | 67   | 20   | 45   | Победитель         | / Манучехр Джалилов | 22        |
| 2017  | Высшая лига | 1     | 21    | 17   | 4    | 0    | 64   | 14   | 55   | Финалист           | Дилшод Васиев       | 16        |
| 2018  | Высшая лига | 1     | 21    | 16   | 3    | 2    | 36   | 16   | 51   | Победитель         | Шериддин Бобоев     | 12        |
| 2019  | Высшая лига | 1     | 21    | 16   | 3    | 2    | 60   | 20   | 51   | Победитель         | Шериддин Бобоев     | 16        |
| 2020  | Высшая лига | 1     | 18    | 14   | 3    | 1    | 61   | 11   | 45   | 1/4                | Манучехр Джалилов   | 16        |
| 2021  | Высшая лига | 1     | 27    | 21   | 5    | 1    | 78   | 9    | 68   | Финалист           | Манучехр Джалилов   | 18        |
| 2022  | Высшая лига | 1     | 22    | 14   | 6    | 2    | 46   | 13   | 48   | Победитель         | Манучехр Джалилов   | 16        |
| 2023  | Высшая лига | 1     | 22    | 16   | 4    | 2    | 56   | 12   | 52   | Победитель         | Алишер Джалилов     | 13        |

### Международные выступления
| Сезон | Турнир               | Этап                  | Соперники               | Дома      | В гостях | Место в группе |
| ----- | -------------------- | --------------------- | ----------------------- | --------- | -------- | -------------- |
| 2011  | Кубок президента АФК | Групповой этап        | Джабаль Аль-Мукабер     | 2-0       |          |                |
| 2011  | Кубок президента АФК | Групповой этап        | Йидзин                  | 8-0       |          |                |
| 2011  | Кубок президента АФК | Групповой этап        | Яданабоун               | 1-1       |          |                |
| 2011  | Кубок президента АФК | Финальный этап        | Тайвань Пауэр           | 0-2       |          |                |
| 2011  | Кубок президента АФК | Финальный этап        | Балкан                  | 1-1       |          |                |
| 2012  | Кубок президента АФК | Групповой этап        | Марказ Шабаб Аль-Амъари | 1-0       |          |                |
| 2012  | Кубок президента АФК | Групповой этап        | Балкан                  | 2-1       |          |                |
| 2012  | Кубок президента АФК | Финальный этап        | Дордой                  | 2-0       |          |                |
| 2012  | Кубок президента АФК | Финальный этап        | Пномпень Краун          | 1-1       |          |                |
| 2012  | Кубок президента АФК | Финал                 | Марказ Шабаб Аль-Амъари | 2-1       |          |                |
| 2015  | Кубок АФК            | Групповой этап        | Аль-Кадисия             | 2-0       | 2-2      | 1-е            |
| 2015  | Кубок АФК            | Групповой этап        | Ахал                    | 5-2       | 2-1      |                |
| 2015  | Кубок АФК            | Групповой этап        | Эрбиль                  | 0-0       | 1-3      |                |
| 2015  | Кубок АФК            | 1/8 финала            | Аль-Вахда               | 1-1 (пен) |          |                |
| 2015  | Кубок АФК            | 1/4 финала            | Паханг                  | 4-0       | 1-3      | 5-3            |
| 2015  | Кубок АФК            | Полуфинал             | Аль-Кувейт              | w/o       | 0-4      | w/o            |
| 2015  | Кубок АФК            | Финал                 | Джохор                  | 0-1       |          |                |
| 2016  | Кубок АФК            | Групповой этап        | Нафт Аль-Васат          | 0-1       | 0-2      | 4-е            |
| 2016  | Кубок АФК            | Групповой этап        | Аль-Файсали             | 0-0       | 2-4      |                |
| 2016  | Кубок АФК            | Групповой этап        | Триполи                 | 1-3       | 0-1      |                |
| 2017  | Кубок АФК            | Групповой этап        | Алтын Асыр              | 1-0       | 1-1      | 1-е            |
| 2017  | Кубок АФК            | Групповой этап        | Алай                    | 3:1       | 4:1      |                |
| 2017  | Кубок АФК            | Групповой этап        | Дордой                  | 2:0       | 4:1      |                |
| 2017  | Кубок АФК            | 1/2 финала Inter-Zone | Церес-Негрос            | 4-0       | 1-1      | 5-1            |
| 2017  | Кубок АФК            | Финал Inter-Zone      | Бенгалуру               | 1-0       | 2-2      | 3-2            |
| 2017  | Кубок АФК            | Финал                 | Эйр Форс                | 0-1       |          |                |
| 2018  | Кубок АФК            | Групповой этап        | Ахал                    | 1-0       | 1-0      | 2-е            |
| 2018  | Кубок АФК            | Групповой этап        | Алтын Асыр              | 2-2       | 2-3      |                |
| 2018  | Кубок АФК            | Групповой этап        | Алай                    | 1-0       | 3-2      |                |
| 2019  | Лига чемпионов АФК   | Предварительный раунд | АГМК                    | 2-4       |          |                |
| 2019  | Кубок АФК            | Групповой этап        | Худжанд                 | 3-0       | 2-3      | 2-е            |
| 2019  | Кубок АФК            | Групповой этап        | Алтын Асыр              | 0-0       | 1-1      |                |
| 2019  | Кубок АФК            | Групповой этап        | Дордой                  | 4-1       | 1-2      |                |
| 2020  | Лига чемпионов АФК   | Предварительный раунд | Локомотив               | 1-0       |          |                |
| 2020  | Лига чемпионов АФК   | Плей-офф              | Аль-Ахли                | 0-1       |          |                |
| 2021  | Лига чемпионов АФК   | Групповой этап        | Аль-Хиляль              | 4-1       | 1-3      | 1-е            |
| 2021  | Лига чемпионов АФК   | Групповой этап        | Шабаб Аль-Ахли          | 0-0       | 1-0      |                |
| 2021  | Лига чемпионов АФК   | Групповой этап        | АГМК                    | 1-2       | 3-2      |                |
| 2021  | Лига чемпионов АФК   | 1/8 финала            | Персеполис              | 0-1       |          |                |
| 2022  | Лига чемпионов АФК   | Групповой этап        | Аль-Хиляль              | 0-3       | 0-1      | 4-е            |
| 2022  | Лига чемпионов АФК   | Групповой этап        | Аль-Шарджа              | 2-0       | 1-2      |                |
| 2022  | Лига чемпионов АФК   | Групповой этап        | Эр-Райян                | 2-3       | 0-1      |                |

## Руководство и сотрудники
| Должность         | Имя                             |
| ----------------- | ------------------------------- |
| Президент         | Шохрух Саидзода                 |
| Вице-президент    | Мухсин Мухамадиев               |
| Начальник команды | Джалилов Джахонгир Фатхуллоевич |
| Менеджер          | Сулаймонов Шахзод Таджидинович  |
| Пресс-атташе      | Хакимов Рустам Абдурасулович    |

## Тренерский штаб
| Должность                         | Имя              |
| --------------------------------- | ---------------- |
| Главный тренер                    | Игорь Черевченко |
| Тренер                            | Юрий Батуренко   |
| Тренер по вратарям                | Фаррух Бердиев   |
| Администратор                     | Одил Иргашев     |
| Доктор                            | Фаррух Авезов    |
| Физиотерапевт                     | Эркин Дододжонов |
| Главный тренер молодёжной команды | Юсуф Рабиев      |
| Главный тренер (U-17)             | Алишер Тагаев    |

## Текущий состав
| 1  | Флаг Таджикистана | Вр  | Рустам Ятимов           | 1998 |  |  |  |  |  |
| 16 | Флаг Таджикистана | Вр  | Олимджон Джураев        | 2003 |  |  |  |  |  |
| 99 | Флаг Таджикистана | Вр  | Мухриддин Хасанов       | 2002 |  |  |  |  |  |
|    |                   |     |                         |      |  |  |  |  |  |
| 3  | Флаг Таджикистана | Защ | Исломов Табрез          | 1998 |  |  |  |  |  |
| 4  | Флаг Армении      | Защ | Артур Карташян          | 1997 |  |  |  |  |  |
| 5  | Флаг Таджикистана | Защ | Садык Курбанов          | 2003 |  |  |  |  |  |
| 19 | Флаг Таджикистана | Защ | Хайдар Сатторов         | 2003 |  |  |  |  |  |
| 21 | Флаг Таджикистана | Защ | Ромиш Джалилов          | 1995 |  |  |  |  |  |
| 22 | Флаг Ирана        | Защ | Моджтаба Мохтадаи       | 1996 |  |  |  |  |  |
| 23 | Флаг Таджикистана | Защ | Алиджон Кароматуллозода | 2002 |  |  |  |  |  |
| 27 | Флаг Кот-д’Ивуара | Защ | Седрик Гогуа            | 1994 |  |  |  |  |  |
| 28 | Флаг Таджикистана | Защ | Ахтам Назаров           | 1992 |  |  |  |  |  |
| 33 | Флаг Хорватии     | Защ | Иван Новоселец          | 1995 |  |  |  |  |  |

| 8  | Флаг Боснии и Герцеговины | ПЗ  | Дженис Беганович     | 1996 |  |  |  |  |  |
| 9  | Флаг Нигерии              | ПЗ  | Джозеф Окоро         | 2001 |  |  |  |  |  |
| 10 | Флаг Таджикистана         | ПЗ  | Алишер Джалилов      | 1993 |  |  |  |  |  |
| 17 | Флаг Таджикистана         | ПЗ  | Эхсон Панджшанбе     | 1999 |  |  |  |  |  |
| 20 | Флаг Таджикистана         | ПЗ  | Шухратджон Шоназаров | 2002 |  |  |  |  |  |
| 55 | Флаг Таджикистана         | ПЗ  | Салохиддин Иргашев   | 2003 |  |  |  |  |  |
| 70 | Флаг Таджикистана         | ПЗ  | Шахром Сулаймонов    | 1997 |  |  |  |  |  |
| 77 | Флаг Таджикистана         | ПЗ  | Алиджони Айни        | 2004 |  |  |  |  |  |
|    |                           |     |                      |      |  |  |  |  |  |
| 11 | Флаг Таджикистана         | Нап | Шервони Мабатшоев    | 2000 |  |  |  |  |  |
| 12 | Флаг Кот-д’Ивуара         | Нап | Сенин Себаи          | 1993 |  |  |  |  |  |
| 13 | Флаг Таджикистана         | Нап | Амадони Камолов      | 2003 |  |  |  |  |  |
| 18 | Флаг Таджикистана         | Нап | Пахлавон Бахризода   | 2001 |  |  |  |  |  |
| 63 | Флаг Таджикистана         | Нап | Манучехр Джалилов    | 1990 |  |  |  |  |  |

## Достижения

### Национальные турниры

#### Первая Лига Таджикистана
- Чемпион (1 раз): 2008

#### Чемпионат Таджикистана
- Чемпион (13 рекорд): 2010[16], 2011, 2014, 2015, 2016, 2017, 2018, 2019, 2020, 2021, 2022, 2023, 2024
- Вице-чемпион (1 раз): 2013.
- Бронзовый призёр (1 раз): 2012.

#### Кубок Таджикистана
- Обладатель (10 рекорд): 2009[17], 2010, 2013, 2014, 2015, 2016, 2018, 2019, 2022, 2023
- Финалист (4 раза): 2011, 2012, 2017, 2021.

#### Суперкубок Таджикистана
- Обладатель (12 рекорд): 2010, 2011, 2012, 2014, 2015, 2016[18], 2018, 2019, 2020, 2021, 2022, 2024.
- Финалист (1 раз): 2017,

#### Кубок Федерации футбола Таджикистана
- Обладатель (6 рекорд): 2014, 2015, 2017, 2018, 2019, 2021.

#### Молодежное первенство Таджикистана/Турнир дублёров
- Чемпион (5 рекорд): 2009, 2014, 2015, 2016, 2017.
- Вице-чемпион (2 раза): 2013, 2019.

### Азиатские турниры

#### Кубок президента АФК
- Обладатель (1): 2012.

#### Кубок АФК
- Финалист (2 раза): 2015, 2017.

#### Международный Кубок Бахористон
- Обладатель (2): 2014, 2015.

## Достижения игроков «Истиклол»

### Лучшие игроки азиакубков
Следующие футболисты становились лучшими игроками азиатских соревнований, являясь игроками «Истиклол» Душанбе:
- Алишер Туйчиев: — Самый ценный игрок Кубка президента АФК 2012
- Манучехр Джалилов: — Самый ценный игрок Кубка АФК 2017

### Лучшие бомбардиры чемпионата Таджикистана
Следующие футболисты становились лучшими бомбардирами чемпионата Таджикистана, являясь игроками «Истиклол» Душанбе:
- Юсуф Рабиев — 2010, 2011
- Дилшод Восиев — 2012, 2014, 2017
- Хусейн Сухраби — 2013
- / Манучехр Джалилов — 2015, 2016, 2021, 2022
- Шериддин Бобоев — 2018, 2019
- / Алишер Джалилов — 2023

### Футболисты года в Таджикистане
Следующие футболисты становились футболистами года в Таджикистане, являясь игроками «Истиклол» Душанбе:
- Юсуф Рабиев — 2010
- Дильшод Восиев — 2012, 2013
- Нуриддин Давронов — 2014
- / Манучехр Джалилов — 2015, 2016, 2022
- Фатхулло Фатхуллоев — 2017
- Эхсони Панчшанбе — 2018
- / Алишер Джалилов — 2019, 2021[19]
- / Рустам Ятимов — 2023 [20]

### Вратарь года в чемпионате Таджикистана
Следующие футболисты становились вратарями года в Таджикистане, являясь игроками «Истиклол» Душанбе:
- Алишер Туйчиев — 2011, 2012, 2013, 2014
- / Никола Стошич — 2015, 2017, 2018
- / Рустам Ятимов — 2019, 2020, 2022, 2023

### Тренер года в чемпионате Таджикистана
Следующие тренеры становились тренерами года в Таджикистане, являясь наставником «Истиклол» Душанбе:
- / Алимджон Рафиков — 2010
- Мубин Эргашев — 2014, 2015
- / Виталий Левченко — 2020, 2021
- Алишер Тухтаев — 2022
- / Игорь Черевченко — 2023

## Принципиальные соперники

### «На международной арене»
Главными и принципиальными соперниками душанбинского «Истиклола» в основном являются сильнейшие клубы Средней Азии, в частности туркменский «Алтын Асыр» и киргизский «Дордой». Так как, после изменения регламента групповых игр Кубка АФК, противостояние с клубами этих стран проходят с большим интересом и накалом страстей. А на стадионах, всегда полный аншлаг.

### «Таджикское Дерби»
Главным принципиальным соперником «Истиклола» на внутренней арене, начиная с 2009-го по 2015-е годы, были клубы «Регар» из города металлургов Турсунзаде и хатлонские львы из города Куляб, «Равшан». Каждый матч между этими клубами вызывал большой интерес и ажиотаж среди болельщиков всех регионов страны. А со стороны СМИ, данное противостояние получило название «Таджикское Дерби». На протяжении 5 сезонов в основном, эти клубы вели борьбу за первенство в чемпионате страны.
А начиная с 2015 года в результате спада результатов металлургов и финансового положения хатлонских львов из Куляба, данное противостояние уступило место команде из берегов Сырдарьи, «Худжанду». И на данный момент, дерби между этими командами, остаётся одним из принципиальных и ключевых событий в таджикском футболе.

## Известные болельщики
- Эмомали, Рустам
- Муродов, Джурабек
- Назаров, Дильшод
- Рустамова, Зебинисо
- Рахимзода, Рамазон

## Спонсоры
Генеральным спонсором клуба является «TCELL», логотип и название которого отражены на футболках игроков. Также спонсорами клуба являются национальная авиакомпания Tajik Air и частная авиакомпания Somon Air, Государственное унитарное предприятие «ТаджикАэроНавигация», «Лото — Калиди тиллои», а также другие малые компании и предприятия.